# Castrignano de’ Greci
Castrignano de' Greci község (comune) Olaszország Puglia régiójában, Lecce megyében.

## Fekvése
A Salentói-félszigeten fekszik, Leccétől délkeletre.

## Története
A legendák szerint a települést Kréta szigetéről származó telepesek alapították, erre utal a nevében szereplő de’Greci jelző is. A település első írásos említése a 9. századból származik, ekkor épült fel ma is álló erődje. A középkorban a Leccei Grófsághoz tartozott. Önálló községgé a 19. század elején vált, amikor a Nápolyi Királyságban felszámolták a feudalizmust.

## Népessége
A lakosság számának alakulása:

## Főbb látnivalói
- Santa Maria dell’Immacolata-templom - a település fő temploma a 19. század közepén épült egy korábbi, valószínűleg 16. századi templom helyén.
- Castello - a település egykori erődítménye, a 9. században épült. A későbbi évszázadokban átalakították, nemesi lakosztályokat alakítottak ki benne.